# Nederrijns voetbalkampioenschap 1903/04
In 1903/04 werd het tweede Nederrijns voetbalkampioenschap gespeeld, dat georganiseerd werd door de West-Duitse voetbalbond. 
De precieze eindstanden is niet meer bekend, enkel dat Düsseldorf kampioen werd. 
De club plaatste zich voor de West-Duitse eindronde. In een groepsfase met Bonner FV 01 en Duisburger SpV werd de club laatste. 

## 1. Klasse
| Plaats | Club                     | Wed. | W | G | V | Saldo | Ptn. |
| ------ | ------------------------ | ---- | - | - | - | ----- | ---- |
| 1.     | Düsseldorfer FC 1899     |      |   |   |   |       |      |
| 2.     | FC 1894 München-Gladbach |      |   |   |   |       |      |
| 3.     | Rheydter TV 1847         |      |   |   |   |       |      |

|  | Kampioen   |
|  | Degradatie |

## 2. Klasse
| Plaats | Club                        | Wed. | W | G | V | Saldo | Ptn.  |
| ------ | --------------------------- | ---- | - | - | - | ----- | ----- |
| 1.     | Crefelder FC 1895           | 2    | 2 | 0 | 0 | 12:05 | 04:00 |
| 2.     | FC Solingen 1895            | 1    | 0 | 0 | 1 | 03:05 | 00:02 |
| 3.     | FC 1894 München-Gladbach II | 1    | 0 | 0 | 1 | 02:07 | 00:02 |

|  | Kampioen |